# Giải thưởng La Mã
Giải thưởng La Mã hay Giải thưởng Rome (tiếng Pháp: Prix de Rome) là một giải học bổng cho những sinh viên ngành nghệ thuật. Giải này được tạo ra năm 1663 ở Pháp dưới thời vua Louis XIV. Đây là một giải thưởng hàng năm cho những nghệ sĩ hứa hẹn tài năng (họa sĩ, nhà điêu khắc) những người chứng tỏ tài năng của mình thông qua một cuộc thi sát hạch. Giải này được Học viện Hội họa và Điêu khắc tổ chức   cho sinh viên của họ. Người thắng cuộc được ở Cung điện Mancini bằng chi phí của vua Pháp tài trợ. Thời gian ở cung điện này có thể gia hạn nếu giám đốc của học viện thấy hữu ích.
Cuộc thi được tổ chức cho 2 thể loại: hội họa, điêu khắc. Năm 1720 bổ sung thêm kiến trúc. Năm 1803, bổ sung thêm âm nhạc, năm 1804, bổ sung thêm chạm khắc (chạm trổ).
Người đoạt giải "Khôi nguyên La Mã" sẽ được gửi đến Viện Hàn lâm Pháp ở Roma (Académie de France à Rome) được thành lập năm 1666 bởi Jean-Baptiste Colbert. Ngoài giải này còn có giải nhì cho phép người tham gia cũng được đến Viện hàn lâm này nhưng với thời gian ngắn hơn.
Eugène Delacroix, Edouard Manet, Edgar Degas, Ernest Chausson và Maurice Ravel đã cố gắng giật giải Khôi nguyên La Mã nhưng không được công nhận. Jacques-Louis David, người thất bại 3 năm được cho là đã tự sát. Ravel đã cố tổng cộng năm lần để đoạt giải và lần thất bại cuối cùng là vào năm 1905 gây tranh cãi đến mức đã dẫn đến một cuộc tổ chức lại toàn diện bộ phận quản lý của Nhạc viện Paris.
Giải thưởng La Mã đã bị cấm năm 1968 bởi André Malraux. Kể từ đó, đã có một số cuộc thi được ghi nhận và các viện hàn lâm, cùng với Institut de France, đã được sáp nhập bởi Nhà nước và Bộ trưởng Văn hóa Pháp. Người đoạt giải hiện được ở tại Villa Medici, trụ sở của Viện hàn lâm Pháp tại La Mã trong 18 tháng (đôi lúc 2 năm).
Người Việt Nam, có kiến trúc sư Ngô Viết Thụ đạt giải kiến trúc vào năm 1955.
Cần phân biệt với những giải thưởng La Mã khác (Prix de Rome, trùng tên) của Bỉ và Hà Lan và một giải thưởng La Mã khác (Rome Prize, trùng nghĩa) do Viện Hàn Lâm Mỹ ở La Mã (American Academy in Rome) thành lập từ năm 1894  Lưu trữ ngày 18 tháng 1 năm 2008 tại Wayback Machine, trao tặng. Một người Việt Nam là giáo sư âm nhạc Phan Quang Phục (PQ Phan) đã giành được giải thưởng này năm 1997.

## Danh sách những người đoạt giải kiến trúc
- 1786 - Charles Percier
- 1823 - Félix Duban
- 1824 - Henri Labrouste
- 1833 - Victor Baltard
- 1840 - Théodore Ballu
- 1848 - Charles Garnier
- 1864 - Julien Guadet
- 1870 - Albert-Félix-Théophile Thomas
- 1878 - Victor Laloux
- 1880 - Louis Girault
- 1881 - Henri Deglane
- 1886 - Albert Louvet - "First Grand Prize" and "Second Prize"
- 1892 - Guillaume Tronchet
- 1899 - Tony Garnier
- 1923 - Jean-Baptiste Mathon
- 1955 - Ngô Viết Thụ

## Danh sách những người đoạt giải hội họa
- 1682 - Hyacinthe Rigaud
- 1720 - François Boucher
- 1734 - Jean-Baptiste Pierre
- 1738 - Charles-Amédée-Philippe van Loo
- 1752 - Jean-Honoré Fragonard
- 1768 - François-André Vincent
- 1771 - Joseph-Benoît Suvée
- 1772 - Pierre-Charles Jombert, Anicet Charles Gabriel Lemonnier - "Second Grand Prize"
- 1773 - Pierre Peyron
- 1774 - Jacques-Louis David
- 1775 - Jean-Baptiste Regnault
- 1784 - Jean-Germain Drouais
- 1787 - François-Xavier Fabre
- 1789 - Anne-Louis Girodet de Roussy-Trioson
- 1790 - Jacques Réattu
- 1801 - Jean Auguste Dominique Ingres
- 1807 - François Joseph Heim
- 1808 - Alexandre-Charles Guillemot
- 1811 - Alexandre-Denis-Joseph Abel
- 1812 - L.V.L. Pallière
- 1813 - François-Edouard Picot[1]
- 1832 - Antoine Wiertz
- 1837 - Thomas Couture
- 1844 - Félix-Joseph Barrias
- 1849 - Gustave Boulanger
- 1850 - William-Adolphe Bouguereau, Paul Baudry
- 1858 - Jean-Jacques Henner
- 1861 - Jules Joseph Lefebvre
- 1865 - André Hennebicq
- 1866 - Henri Regnault [2]
- 1868 - Édouard-Théophile Blanchard[3]
- 1874 - Paul-Albert Besnard[4]
- 1880 - Henri Lucien Doucet
- 1884 - Edouard Cabane - "Second Prize"
- 1891 - Hubert-Denis Etcheverry - "Second Prize"
- 1906 - Albert Henry Krehbiel
- 1910 - Jean Dupas
- 1924 - René-Marie Castaing
- 1925 - Odette Pauvert - First "First Grand Prize" obtained by a woman
- 1930 - Salvatore DeMaio
- 1948 - John Heliker
- 1950 - Paul Collomb - "First Grand Prize" and "Second Prize"
- 1960 - Pierre Carron

## Danh sách những người đoạt giải điêu khắc
- 1748 - Augustin Pajou
- 1788 - Jacques-Edme Dumont
- 1812 - François Rude
- 1813 - James Pradier
- 1823 - Francisque Joseph Duret
- 1832 - François Jouffroy
- 1854 - Jean-Baptiste Carpeaux
- 1855 - Henri-Michel-Antoine Chapu
- 1861 - Louis-Ernest Barrias
- 1864 - Eugène Delaplanche
- 1901 - Henri Bouchard
- 1919 - César Schroevens - "Third Prize"

## Danh sách những người đoạt giải Engraving Category
The engravery prize was created in 1804 and suppressed in 1968 by André Malraux, the minister of Culture.
- 1906 - Henry Cheffer
- 1910 - Jules Piel
- 1911 - Albert Decaris
- 1921 - Pierre Gandon
- 1952 - Claude Durrens

## Danh sách những người đoạt giải sáng tác âm nhạc
- 1803 - Albert Androt
- 1804 - no Grand Prize awarded
- 1805 - Ferdinand Gasse ("first" First Grand Prize) and Victor Dourlen ("second" First Grand Prize)
- 1806 - Victor Bouteiller
- 1807 - no Grand Prize awarded
- 1808 - Pierre-Auguste-Louis Blondeau
- 1809 - Louis Joseph Daussoigne-Méhul
- 1810 - Désiré Beaulieu
- 1811 - Hippolyte André Jean Baptiste Chélard
- 1812 - Louis Joseph Ferdinand Herold ("first" First Grand Prize) and Félix Cazot ("second" First Grand Prize)
- 1813 - Auguste Panseron
- 1814 - P.-G. Roll
- 1815 - François Benoist
- 1816 - no Grand Prize awarded
- 1817 - Désiré-Alexandre Batton
- 1818 - no Grand Prize awarded
- 1819 - Fromental Halévy ("first" First Grand Prize) and P.-J.-P.-C. Massin-Turina ("second" First Grand Prize)
- 1820 - Aimé Ambroise Simon Leborne
- 1821 - L.-V.-E. Rifaut
- 1822 - J.-A. Lebourgeois
- 1823 - E. Boilly and L.-C. Ermel
- 1824 - A.-M.-B. Barbereau
- 1825 - A. Guillion
- 1826 - C.-J. Paris
- 1827 - J.-B.-L. Guiraud
- 1828 - G. Ross-Despréaux
- 1829 - no Grand Prize awarded
- 1830 - Hector Berlioz ("first" First Grand Prize) and Alexandre Montfort ("second" First Grand Prize)
- 1831 - Eugène-Prosper Prévost
- 1832 - Ambroise Thomas
- 1833 - A. Thys
- 1834 - A. Elwart
- 1835 - Ernest Boulanger
- 1836 - X. Boisselot
- 1837 - Louis Désiré Besozzi
- 1838 - A.-G.-J. Bousquet
- 1839 - Charles Gounod
- 1840 - F.E.V. Bazin
- 1841 - L. Maillard
- 1842 - A.-A. Roger
- 1843 - no Grand Prize awarded
- 1844 - Victor Massé
- 1845 - no Grand Prize awarded
- 1846 - Léon Gastinel
- 1847 - P.-L. Deffès
- 1848 - J.-L.-A. Duprato
- 1849 - no Grand Prize awarded
- 1850 - J.-A. Charlot
- 1851 - J.-C.-A. Delehelle
- 1852 - L. Cohen
- 1853 - P.-C.-C. Galibert
- 1854 - G.-N. Barthe
- 1855 - J. Conte
- 1856 - no Grand Prize awarded
- 1857 - Georges Bizet
- 1858 - S. David
- 1859 - Ernest Guiraud
- 1860 - Emile Paladilhe
- 1861 - Théodore Dubois
- 1862 - L. Bourgault-Ducoudray
- 1863 - Jules Massenet
- 1864 - Victor Sieg
- 1865 - Charles Ferdinand Lenepveu
- 1866 - Émile Louis Fortuné Pessard - "1st Harmony Prize"
- 1867 - no prize awarded
- 1868 - V.-A. Pelletier-Rabuteau and E. Wintzweiller
- 1869 - Antoine Taudou
- 1870 - Charles Edouard Lefebvre và Henri Maréchal
- 1871 - Gaston Serpette
- 1872 - Gaston Salvayre
- 1873 - Paul Puget
- 1874 - Léon Erhart
- 1875 - André Wormser
- 1876 - Paul Joseph Guillaume Hillemacher
- 1877 - no Grand Prize awarded
- 1878 - Clément Broutin
- 1879 - Georges Hüe
- 1880 - Lucien Joseph Edouard Hillemacher
- 1881 - no Grand Prize awarded
- 1882 - Georges Marty
- 1883 - Paul Vidal
- 1884 - Claude Debussy
- 1885 - Xavier Leroux
- 1886 - André Gedalge - "Second Prize"
- 1887 - Gustave Charpentier
- 1894 - Henri Rabaud
- 1900 - Florent Schmitt
- 1901 - André Caplet
- 1901 - Gabriel Dupont
- 1901 - Maurice Ravel
- 1902 - Aymé Kunc
- 1902 - Roger Ducasse
- 1902 - Albert Bertelin
- 1903 - Raoul Laparra
- 1904 - Raymond-Jean Pech
- 1904 - Paul Pierné
- 1904 - Hélène Fleury-Roy
- 1905 - Victor Gallois
- 1905 - Marcel Samuel-Rousseau
- 1905 - Philippe Gaubert
- 1906 - Louis Dumas
- 1907 - Maurice Le Boucher
- 1908 - André Gailhard
- 1908 - Louis Dumas
- 1908 - Nadia Boulanger - "Second Prize"
- 1908 - Édouard Flament
- 1909 - Jules Mazellier
- 1909 - Marcelle Tournier
- 1913 - Lili Boulanger
- 1914 - Marcel Dupré
- 1919 - Jacques Ibert - "First Grand Prize"
- 1923 - Jeanne Leleu - "First Grand Prize"
- 1923 - Robert Bréard - "Second Prize"
- 1934 - Eugène Bozza
- 1935 - Samuel Barber
- 1938 - Henri Dutilleux
- 1953 - Jacques Castérède
- 1955 - Pierre Max Dubois
- 1967 - fr:Michel Rateau